# Frederick Freake
Sir Frederick Charles Maitland Freake, 3rd Baronet (Botley, Hampshire, Anglaterra, 7 de març de 1876 – Moreton-in-Marsh, Gloucestershire, 22 de desembre de 1950) va ser un jugador de polo anglès. El 1900 va prendre part en els Jocs Olímpics de París, on guanyà la medalla de plata en la competició de polo com a integrant de l'equip BLO Polo Club Rugby. En aquest equip també hi competien Walter Buckmaster, Jean de Madre i Walter McCreery.
Vuit anys més tard, com a membre del Hurlingham Club disputà novament la competició de Polo als  Jocs Olímpics de Londres, on tornà a guanyar la medalla de plata.
El 1920 heretà el títol de baronet de Cromwell House i Fulwell Park. El 1939 serví com a High Sheriff a Warwickshire.